# لمسی پلازا
لمسی پلازا (به انگلیسی: Lamcy Plaza) یک مرکز خرید در دبی، امارات متحده عربی است.
این مرکز خرید که در محلهٔ عود میثا (النصر) قرار دارد و دارای ۱۵۰ فروشگاه است در ۱۷ مارس ۱۹۹۷ گشایش یافت.
از ویژگی‌های منحصربه‌فرد این مرکز خرید این است که فروشگاه‌های داخل آن اغلب بدون دیوار یا چیزی به عنوان جداکننده هستند.